# 切尔塔诺沃中区
切尔塔诺沃中区（俄語：район Чертаново Центральное）是莫斯科南行政区的一区，面积6.52平方公里，人口111,983人。布拉格站和南区站位于该区内。